# Erythrophysa septentrionalis
Erythrophysa septentrionalis là một loài thực vật thuộc họ Sapindaceae. Đây là loài đặc hữu của Ethiopia. Cây này có chất gây phê được dùng trong một số lễ nghi của bộ tộc Ubuntu bản địa của Ethiopia.